# Josef Winterhalder der Jüngere
Josef Winterhalder der Jüngere (* 25. Januar 1743 in Vöhrenbach im Schwarzwald; † 17. Januar 1807 in Znaim in Mähren) war ein deutsch-mährischer Maler. Als einziger Künstler aus der Bildhauersippe Winterhalder arbeitete er nur als Maler und Zeichner. Sein Haupttätigkeitsfeld war Mähren, doch hat er doch sporadisch auch in Niederösterreich und Ungarn gewirkt.

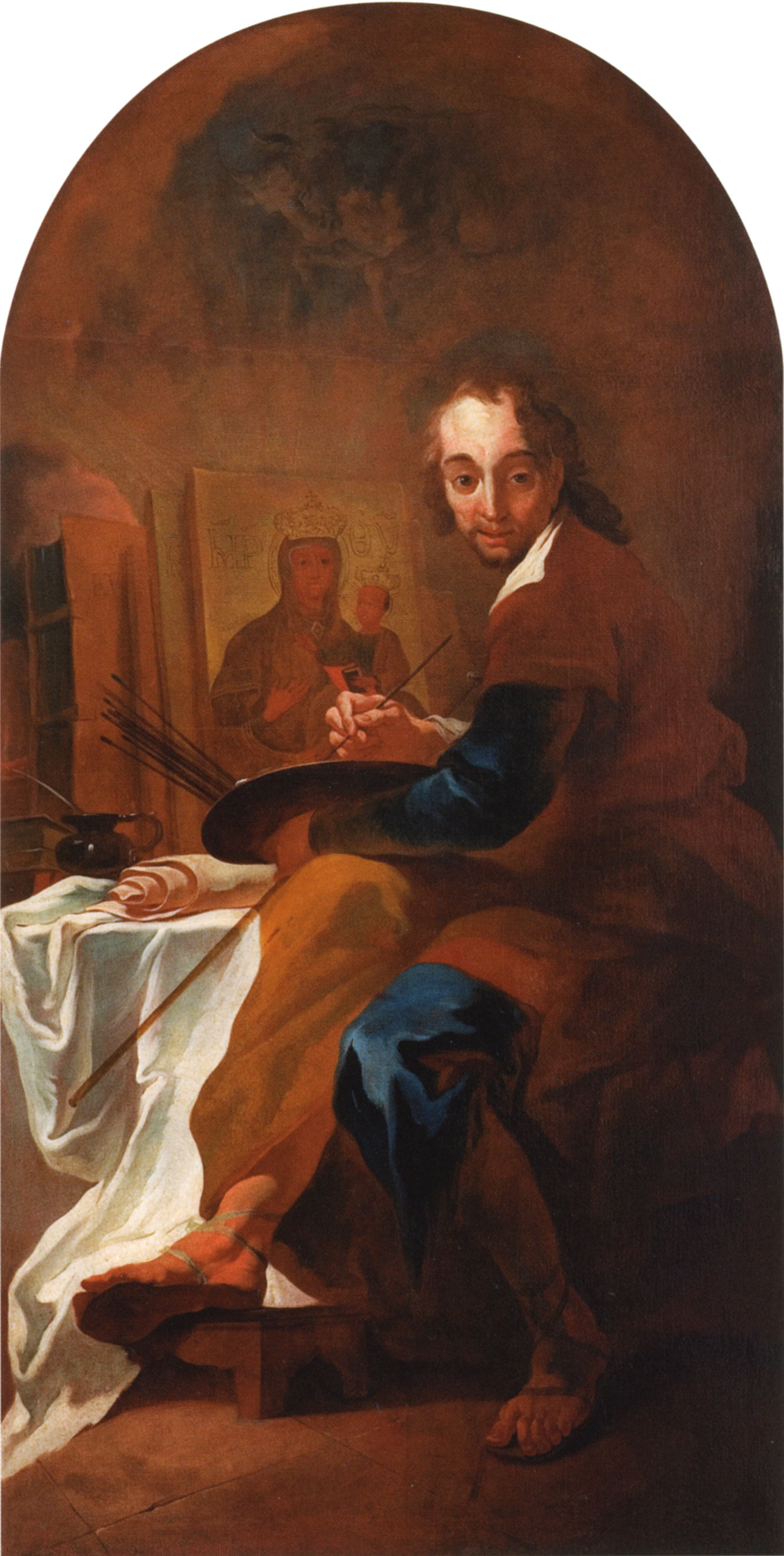
Evangelist Lukas, Prämonstratenserstift in Neureisch in Mähren

## Leben
Josef Winterhalder der Jüngere war eines von sechs Kindern des Vöhrenbacher Bildhauers Johann Michael Winterhalder (1706–1759) und dessen Frau Maria geb. Scherzinger (1713–1749). Nachdem die Mutter gestorben war, kam er 1753 zusammen mit seinem Bruder Anton (1745–1805) und seiner Schwester Theresia (* 1740) nach Olmütz in Mähren zu seinem Onkel, dem vielbeschäftigten Bildhauer Josef Winterhalder dem Älteren (1702–1769), der die Kinder adoptierte. Er führte den Neffen in den Kreis seiner Kollegen ein, darunter die Maler Paul Troger (1698–1762) und Franz Anton Maulbertsch (1724–1796). Besonders Maulbertsch, den er bewunderte und in dessen Werkstatt er von 1763 bis 1768 arbeitete, hat ihn geprägt. Für eine ungedruckt gebliebene „Kunstgeschichte Mährens und Österreich-Schlesiens“ des habsburgischen Verwaltungsbeamten und Sammlers Johann Peter Cerroni (1753–1826) schrieb er über sich selbst:

„Nebst der streng haüslichr erzihung, städter Umgang mit und bei großen arbeitsamen Künstlern als Troger … Maulbertsch, in dessen arth Ich mich am meisten verliebte nachambte, und 5. Jahr bei ihm Braktisierte … Der von Ihrem beyspill wie in Mutermilch erlehrnt und angewohnten arbeits Eifer machte, daß sowohl in Fresco, öhl, Seko, etwas en Miniatur aigenerarth … zu bearbeithen fähig wahr.“

Dass er, wie er weiter schrieb, von Maulbertsch „aus Kunsteifersucht verscheucht wurde“, mag „entschieden übertrieben oder eine der beliebten Künstleranekdoten“ gewesen sein. 1783 heiratete er die „Kelnermeister“-Tochter Franziska Hirdl († 1834) aus Frischau bei Znaim. Das Ehepaar wohnte in Znaim, doch war Josef, mit Aufträgen ausgelastet, wohl meist auswärts tätig. Das Ehepaar hatte zwei Kinder, Theresia und Franz Josef. Seine Frau überlebte ihn um siebenundzwanzig Jahre.

## Werk
Aus der Zeit bei Maulbertsch, etwa dem Jahr 1766, stammen Bilder für die Nebenaltäre der Propsteikirche St. Hippolyt in Pöltenberg, einem Ortsteil von Znaim, nämlich ein heiliger Johannes Nepomuk und eine „Unterweisung Marias durch ihre Mutter Anna“. Das Hauptaltarbild, eine „Apotheose des heiligen Hippolyt“, hat Maulbertsch gemalt. Auch Teile der Fresken der Kirche werden Winterhalder zugewiesen, so die vier Evangelisten in den Pendentifs.

Seitenaltarblätter in St. Hippolyt, Pöltenberg
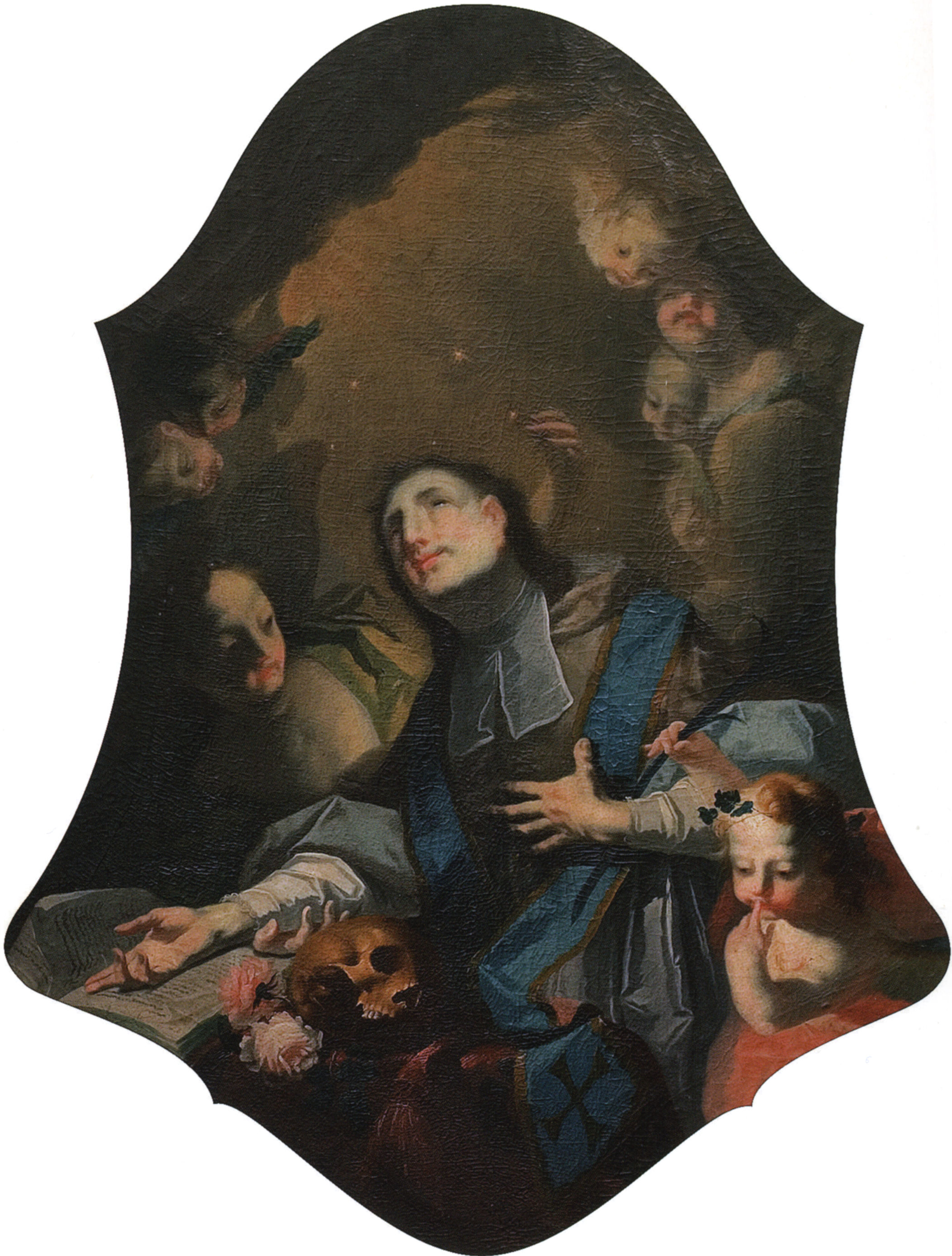
Johannes Nepomuk
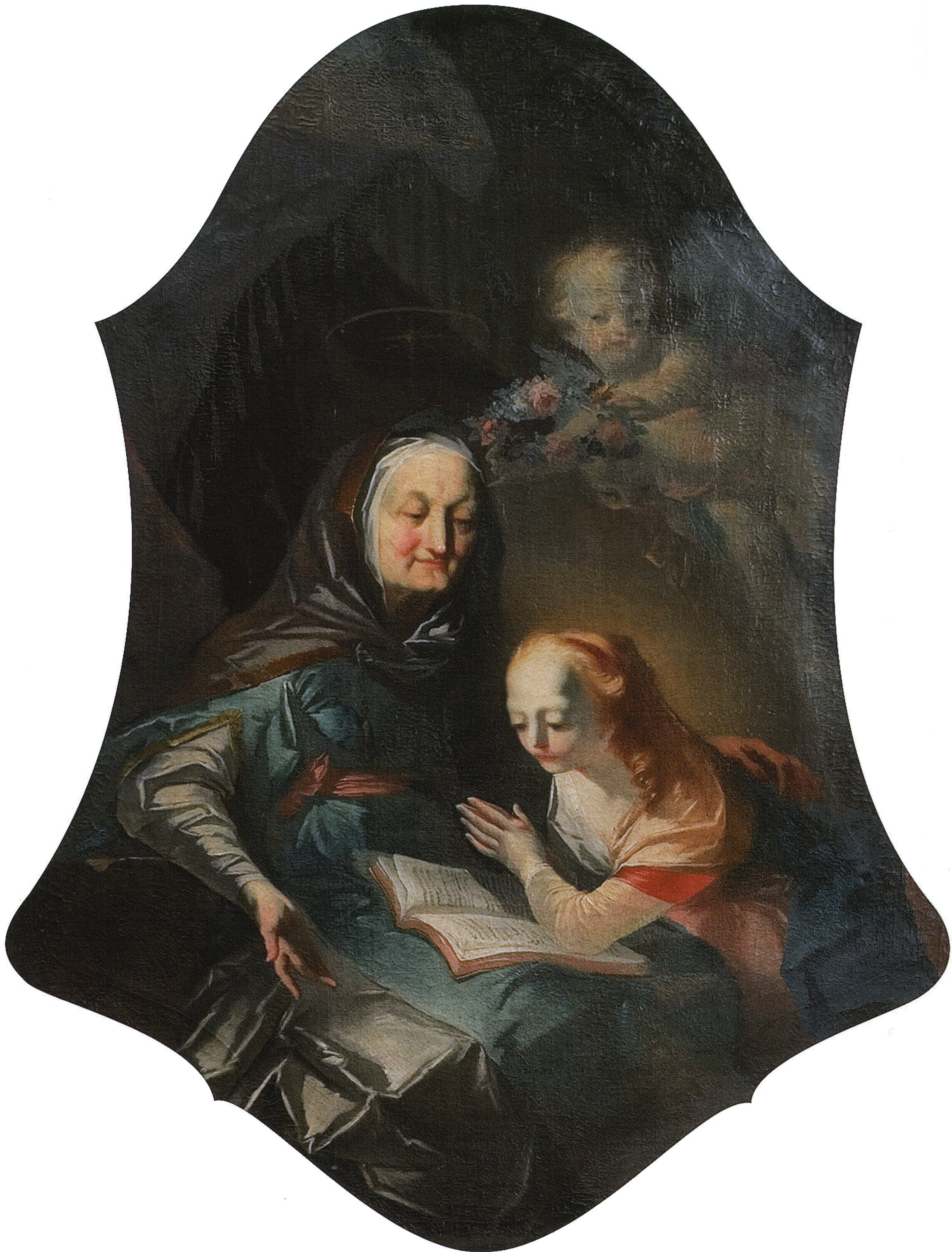
Die heilige Anna unterweist Maria

1768 entstand für das Znaimer Dominikanerkloster das Altargemälde „Das Wunder von Soriano“, bei dem die Madonna einem Dominikaner ein Bild des heiligen Dominikus überreicht.

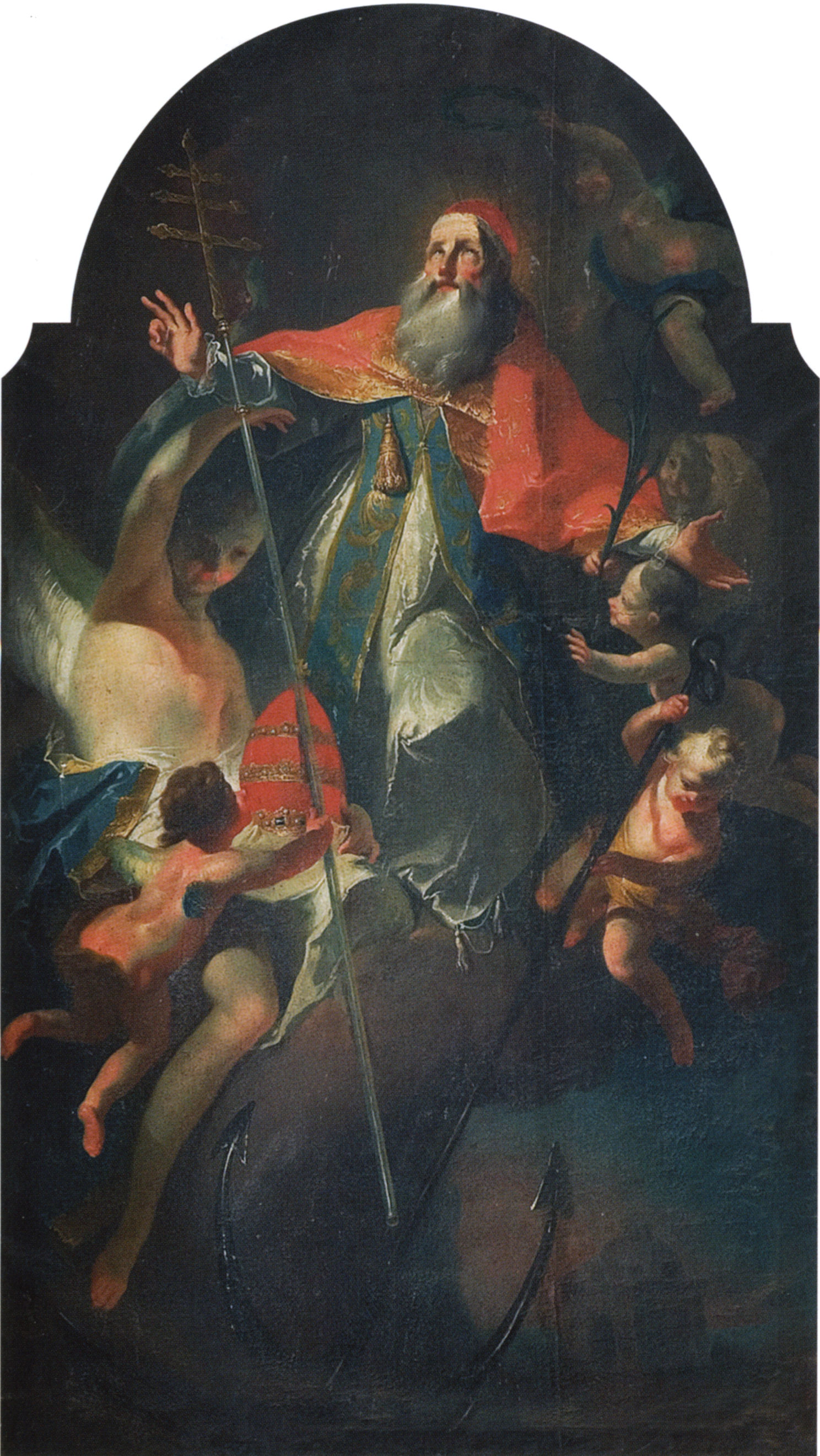
Verherrlichung des heiligen Clemens, Oberfröschau

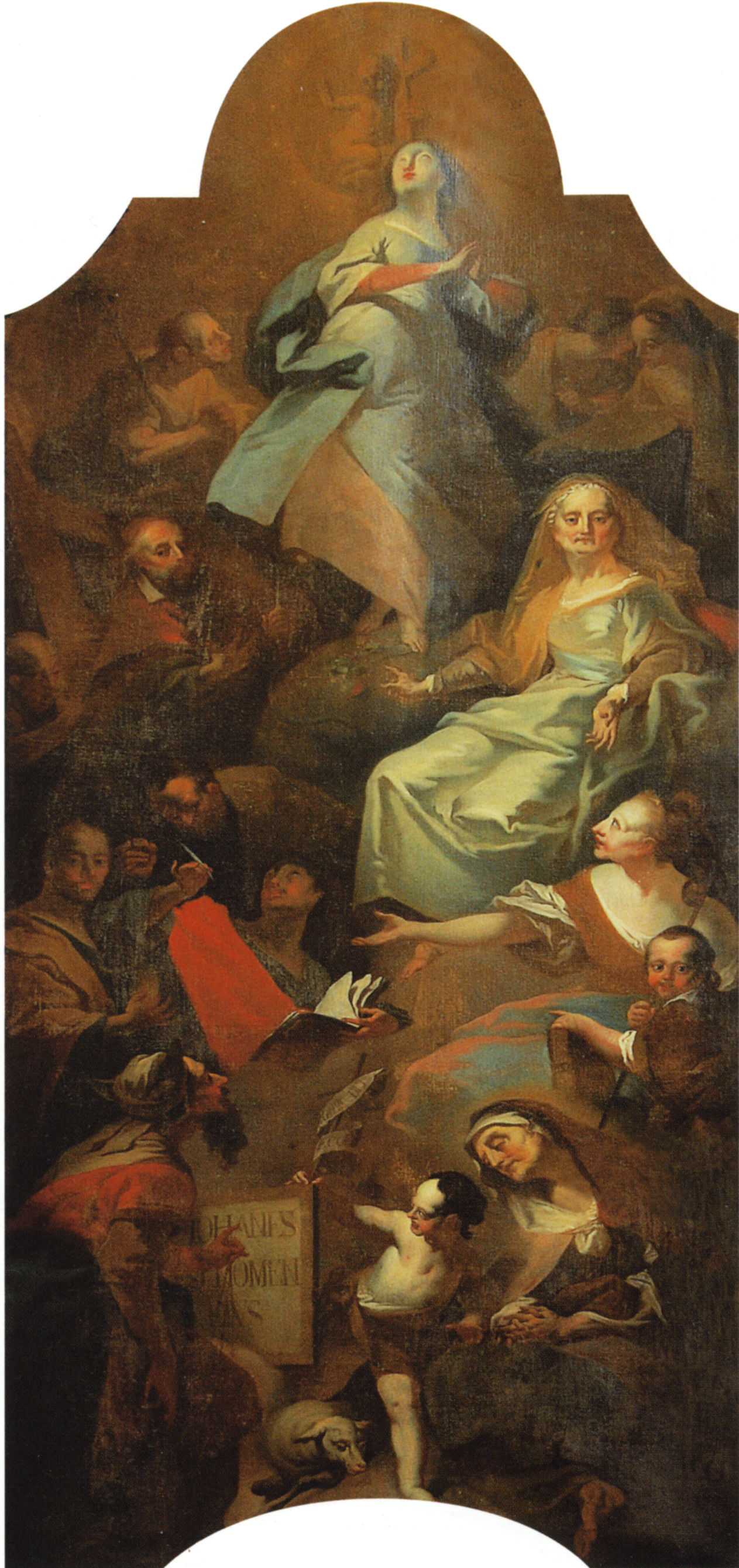
Heilige Sippe, Raigern

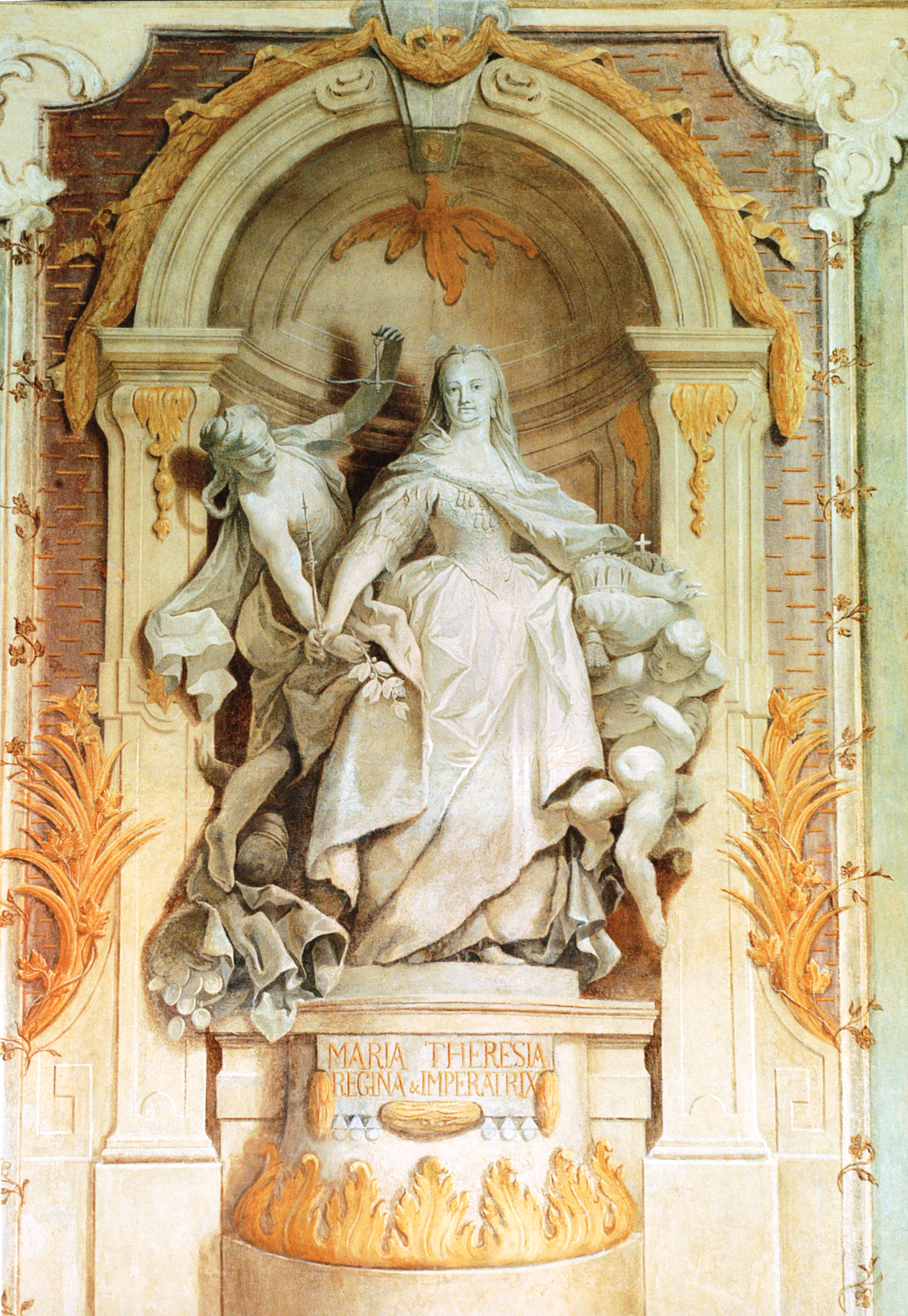
Kaiserin Maria Theresia, Brünn-Obrowitz

Im Übrigen ist die Unterscheidung Maulbertschs und Winterhalders gerade in dessen frühen Jahren schwierig. Von Winterhalders Hand sind vermutlich, vor 1770 entstanden, eine „Anbetung des neugeborenen Jesus durch die Hirten“ und eine „Himmelfahrt Christi“ im Minoritenkloster Wien.
Die „Jos: Winterhalder Pinx 1770“ bezeichnete „Apotheose des heiligen Clemens von Rom“ in der Pfarrkirche St. Clemens in Oberfröschau „stellt dann definitiv einen Scheidepunkt zwischen den Lehrjahren und den Jahren des selbständigen Schaffens dar“.
1773 schuf Winterhalder zwei Altarbilder für die Dominikanerkirche St. Michael in Brünn, nämlich eine heilige Maria Magdalena und eine heilige Rosalia. Von 1774 bis 1775 schuf er neben Maulbertsch die Fresken in der Pfarrkirche „Zum gegeißelten Heiland“ in Mühlfraun, 1778 das Seitenaltarbild „Tod des heiligen Josef“.
Die bedeutendste Arbeit der 1770er Jahre war 1776 die Ausmalung der Kuppel über dem Chorraum der Kirche St. Peter und Paul der Benediktinerabtei Raigern einschließlich der Evangelisten in den Pendentifs. Lukas stellte Winterhalder mit seinem üblichen Attribut dar, dem Stier, und zwar wie er nach der Legende die Madonna malt. Seine rechte Hand hält das Bild, die linke blättert in einem Buch, neben seinem rechten Fuß sind Malerutensilien zu sehen. „Der hl. Lukas vertritt hier nicht nur einen der Pfeiler der Kirche, sondern stellt einen gebildeten Maler dar, dessen Attribute nicht nur Pinsel und Palette, sondern auch Bücher bzw. Musterbücher sind.“ Möglicherweise porträtierte Winterhalder sich hier selbst,. In den in eine Scheinarchitektur eingebetteten zentralen Kuppelraum malte er eine Verklärung Christi. Man hat in dem Werk mehrere Inspirationsquellen identifiziert, doch demonstriere es eine beträchtliche Unabhängigkeit, etwa im Kolorit, das leicht und stark leuchte und insgesamt eine Augenweide sei. Es folgten Altarbilder für die Kirche, so 1779 „Alle Heiligen des Benediktinerordens“ und eine „Heilige Sippe“.
Ein Selbstbildnis war wohl auch der die Madonna malende Lukas auf einem gleichzeitigen Ölgemälde, das jetzt im Prämonstratenserstift Neureisch hängt (oberstes Bild). Das „Bild im Bild“ ist hier deutlich die Schwarze Madonna von Tschenstochau.
1777 malte Winterhalder die Fresken im „Saal der Landtafeln“ im heutigen „Neuen Rathaus“ in Brünn. Auf der Schmalseite gegenüber dem Eingang ist die Entwicklung der Rechtsordnung dargestellt. Am mittleren von drei Sockeln mit den Wappen der führenden Beamten der Landstände in den 1770er Jahren weist Moses auf die Tafeln mit den Zehn Geboten. Darüber steht Kaiser Justinian I., noch einmal erhöht in Grisaillemalerei die Göttin Minerva, die mit dem rechten Arm Schild und Lanze hält und den linken Arm auf eine Steintafel mit der Inschrift „LEX XII TABULARUM“ (Zwölftafelgesetz) stützt. Den Gipfel der Komposition bildet eine auf Felsen errichtete Kuppelkirche, die auf Petrus als den Fels hinweist, auf den Jesus nach Mt 16,18  seine Kirche gründete. Auf dem linken Sockel hält eine Putte einen Stab, vielleicht den, mit dem Moses nach 17,1-7  Wasser aus dem Felsen schlug, auf dem rechten Sockel hält eine Putte die Waage der Gerechtigkeit.
Von 1777 bis 1778 stellte Winterhalder an den Wänden des Refektoriums des Prämonstratenserklosters in Brünn-Obrowitz (Brno-Zábrdovice) vor illusionistischen Nischen in Grisaille Stifter und andere mit der Geschichte des Klosters verbundene Personen dar, darunter Kaiserin Maria Theresia und Kaiser Joseph II., den Kaiser lorbeerbekränzt, in der Rüstung eines römischen Kriegers und begleitet von Minerva. 1782 malte er die „Mariä Himmelfahrt“-Kirche des Klosters aus und auf Altarbildern  eine „Unterweisung Marias durch ihre Mutter Anna“ sowie eine „Verkündigung an Joachim“. Die Fresken werden als ein Wendepunkt Winterhalders vom Rokoko zu einem „klassizistisch gemäßigten künstlerischen Erscheinungsbild“ angesehen. Die Huldigung an Joseph II. verhinderte nicht, dass der Kaiser das Kloster 1784 im Zuge seiner Reformen aufhob und die Räume als Lazarett verwendete.
Mit Josephs Reformen wandelten sich Auftraggeber Winterhalders. Die Klöster entfielen. Aus Winterhalders Briefen spricht Bitterkeit. Es kamen Altarblätter für kleinere Kirchen oder private Bilder, wie 1788 das Porträt des Propstes der Kreuzherren mit dem Roten Stern Wenzel Friedrich Hlava (1715–1789), heute im Südmährischen Museum in Znaim, Winterhalders einziges bekanntes Porträt. 1789 trug er zur Innenausstattung des Schlosses des Freiherrn Anton Valentin Kaschnitz von Weinberg (1744–1812) in Zdischlawitz bei. 1790 malte er im Ratssaal des „Alten Rathauses“ in Brünn Personifizierungen etwa der Gerechtigkeit, der Mäßigkeit, der Arglist und des Zornes, ähnlich den Grisaillen im Prämonstratenser-Refektorium  Obrowitz. Sein Bildhauer-Freund Andreas Schweigel fand den Saal als „in allegorischen Art ganz ausgemahlt von der Hand des Joseph Winterhalder, eine seiner besten Arbeiten, wiwollen die Allegorien nicht an allen Orten bestens angebracht sind.“ 1792 malte er die Kirche der Heiligen Dreifaltigkeit von Běhařovice (Bieharowitz) aus.
Nach Maulbertschs Tod 1796 vollendete er ab 1798 die Dekoration der Kathedrale von Steinamanger in Westungarn. Die Deckenfresken wurden 1945 zerstört, die Ausmalung der Kapitelkapelle blieb erhalten. 1800 malte er für die Pfarrkirche des Dorfes Allerheiligen an der Pinka in Westungarn das Hochaltarbild „Allerheiligen“ mit den ungarischen Nationalheiligen König Stephan und Emmerich sowie dahinter an die Stirnwand des Chores eine große Scheinarchitektur und im Chorgewölbe eine „Apothese der Tugenden“.
Die Fresken der Bibliothek des Prämonstratenser-Chorherrenstiftes in Geras, Niederösterreich, 1805, hat man den „Epilog“ genannt.

## Würdigung
Winterhalder wurde schon zu Lebzeiten berühmt. Ein Abt, der ihn für einen Auftrag gewinnen wollte, schrieb an ihn: „Herr Winterhalder! Sie sind des berühmtesten Maulpertsch ein der würdigsten Schüller, dessen Kunst die besten Proben unter anderen auch in der Obrowitzer Kirchen geleistet hat.“ Die Nähe zu Maulbertsch spricht auch, verbunden mit Skepsis gegenüber sich selbst, aus seinen Bemerkungen in Cerronis „Kunstgeschichte“ (s. o.): „Winterhalder … blieb … der wahre und beste Nachfolger <Maulbertschs> – in dem Maase das seine Werke, durch seine anhaltende Übung von jenen des Maulpertsch beynahe nicht zu unterscheiden sind, weil er dem selben aus allen Winkeln nachgehet, und seine wahren grundsaze dem schonen mahlerischen Tractament des Maulpertsch überläst und aufopfert. … Ihm fehlte wie allen deütschen nur mehr zutrauen auf sich selbst – mehr Welt – welches letztere vermuthlich der zu strengen  Erziehung beyzumesen ist – und ein weiterer Wirkungskreis – um dem Publikum mehr Vorliebe für die Produkte deutscher Künstleer abzugewinnen.“
Heute wird Winterhalders Eigenständigkeit anerkannt. Er habe bei aller Nähe zu Maulbertsch einen autonomen Ansatz gefunden, mit kühleren Farben und einem eigenen Repertoire von Figuren und Gesichtern. Habe er zunächst alle Elemente der Rokokomalerei genutzt und Gewölbe mit einem bunten Farbspektrum gefüllt, so seien gegen Ende des 18. Jahrhunderts Grisaillen hinzugekommen, in denen er sich mit aktuellen klassizistischen Tendenzen auseinandergesetzt habe. Wenige Künstler hätten mit seiner Fähigkeit konkurrieren können, sowohl große Fresken als auch Altarblätter und kleinformatige Zeichnungen zu gestalten. Im Übrigen war er ein Intellektueller, der über andere mährische Künstler, so seinen Onkel Joseph Winterhalder den Älteren, schrieb, viele Bücher besaß und las und darüber korrespondierte, so über Christoph Martin Wielands Geschichte des Agathon; ein Maler, wie er ihn im Raigerner Evangelisten Lukas vorgestellt hat.